# Crannes-en-Champagne
Crannes-en-Champagne ist eine französische Gemeinde mit 341 Einwohnern (Stand: 1. Januar 2022) im Département Sarthe in der Region Pays de la Loire. Die Gemeinde gehört zum Arrondissement La Flèche und zum Kanton Loué. Die Bewohner werden Crannais und Crannaises genannt.
Die Gemeinde erhielt 2022 die Auszeichnung „Eine Blume“, die vom Conseil national des villes et villages fleuris (CNVVF) im Rahmen des jährlichen Wettbewerbs der blumengeschmückten Städte und Dörfer verliehen wird.

## Geografie
Crannes-en-Champagne liegt in der historischen Provinz Maine etwa 19 Kilometer westsüdwestlich von Le Mans am Gée. Umgeben wird Crannes-en-Champagne von den Nachbargemeinden Auvers-sous-Montfaucon im Norden und Nordwesten, Brains-sur-Gée im Norden, Souligné-Flacé im Osten und Südosten, Chemiré-le-Gaudin im Süden, Maigné im Süden und Südwesten, Vallon-sur-Gée im Südwesten sowie Tassillé im Westen und Nordwesten.

## Bevölkerungsentwicklung
| 1962                       | 1968 | 1975 | 1982 | 1990 | 1999 | 2006 | 2013 | 2016 | 2021 |
| -------------------------- | ---- | ---- | ---- | ---- | ---- | ---- | ---- | ---- | ---- |
| 385                        | 372  | 321  | 251  | 234  | 283  | 344  | 355  | 352  | 343  |
| Quellen: Cassini und INSEE |      |      |      |      |      |      |      |      |      |

## Sehenswürdigkeiten
- Gotische Kirche Saint-Cyr aus dem 12. Jahrhundert mit Umbauten aus dem 16. und 18. Jahrhundert
- Kapelle Notre-Dame-de-Pitié-Dieu, erbaut 1524, seit 2017 als Monument historique eingeschrieben
- Schloss Le Mirail aus dem 16. Jahrhundert mit Park
- Brücke über den Gée
- Windmühle aus dem 18. Jahrhundert
- Ehemalige Herberge aus dem 15. und 16. Jahrhundert

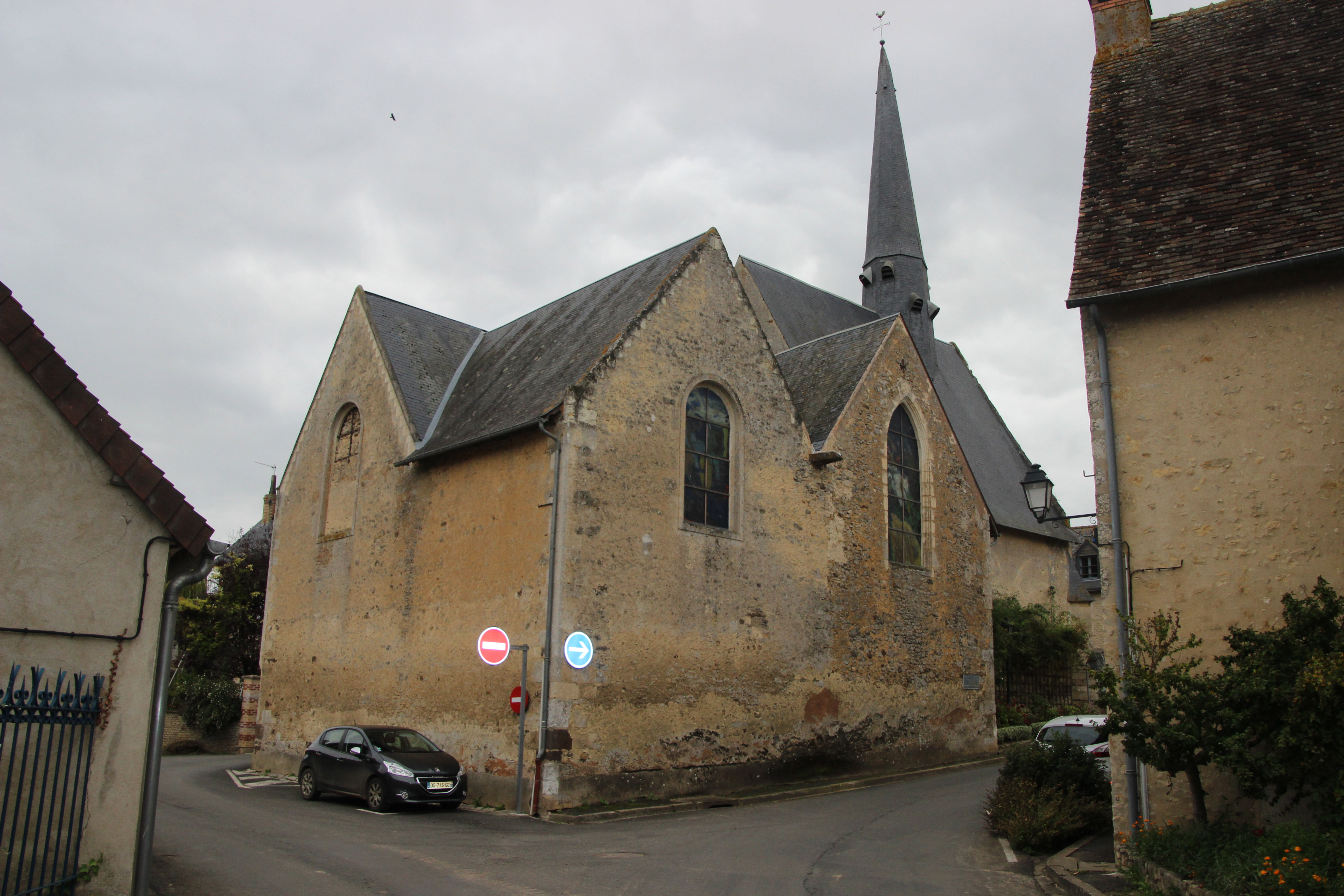
Kirche Saint-Cyr
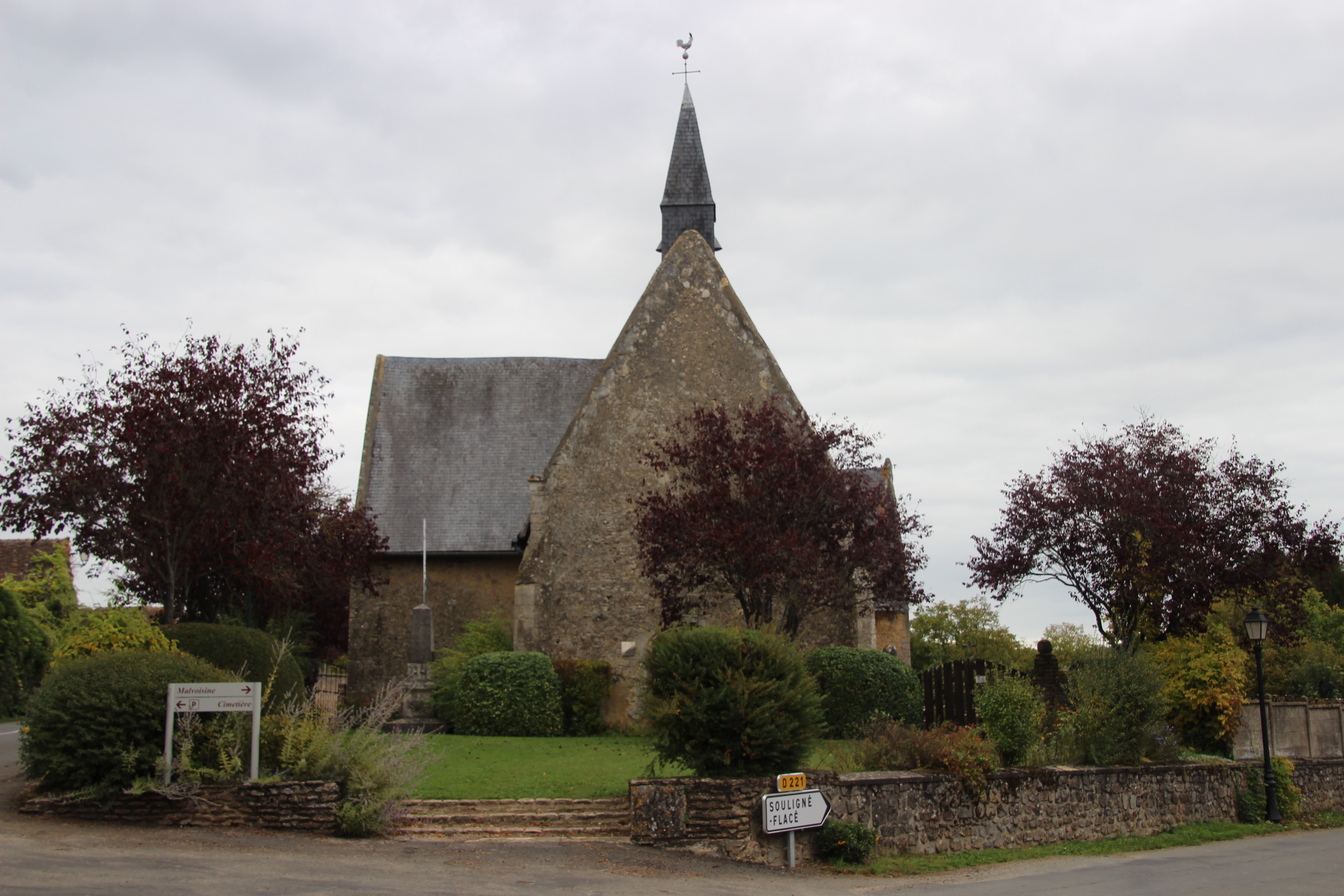
Kapelle Notre-Dame-de-Pitié-Dieu
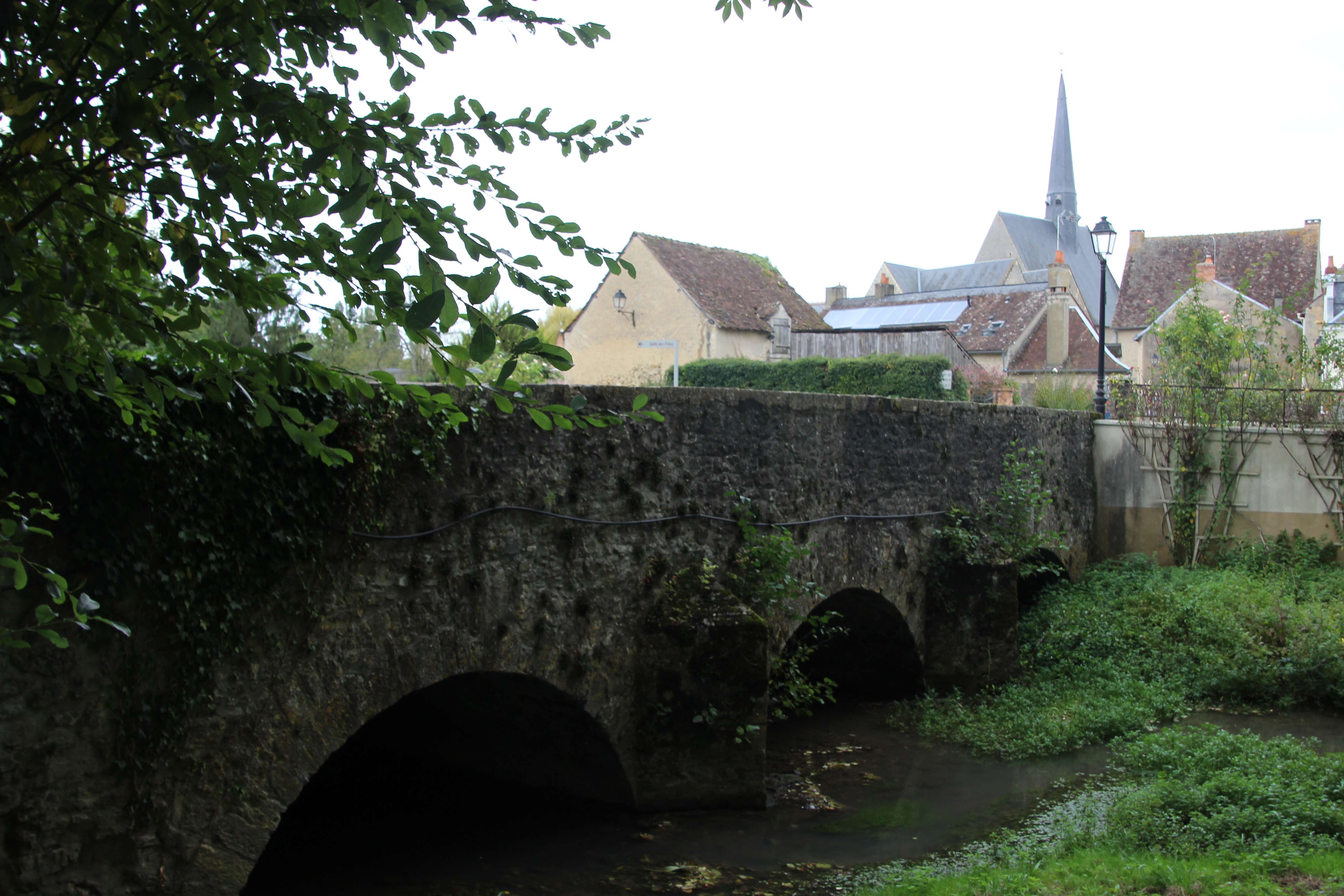
Brücke über den Gée
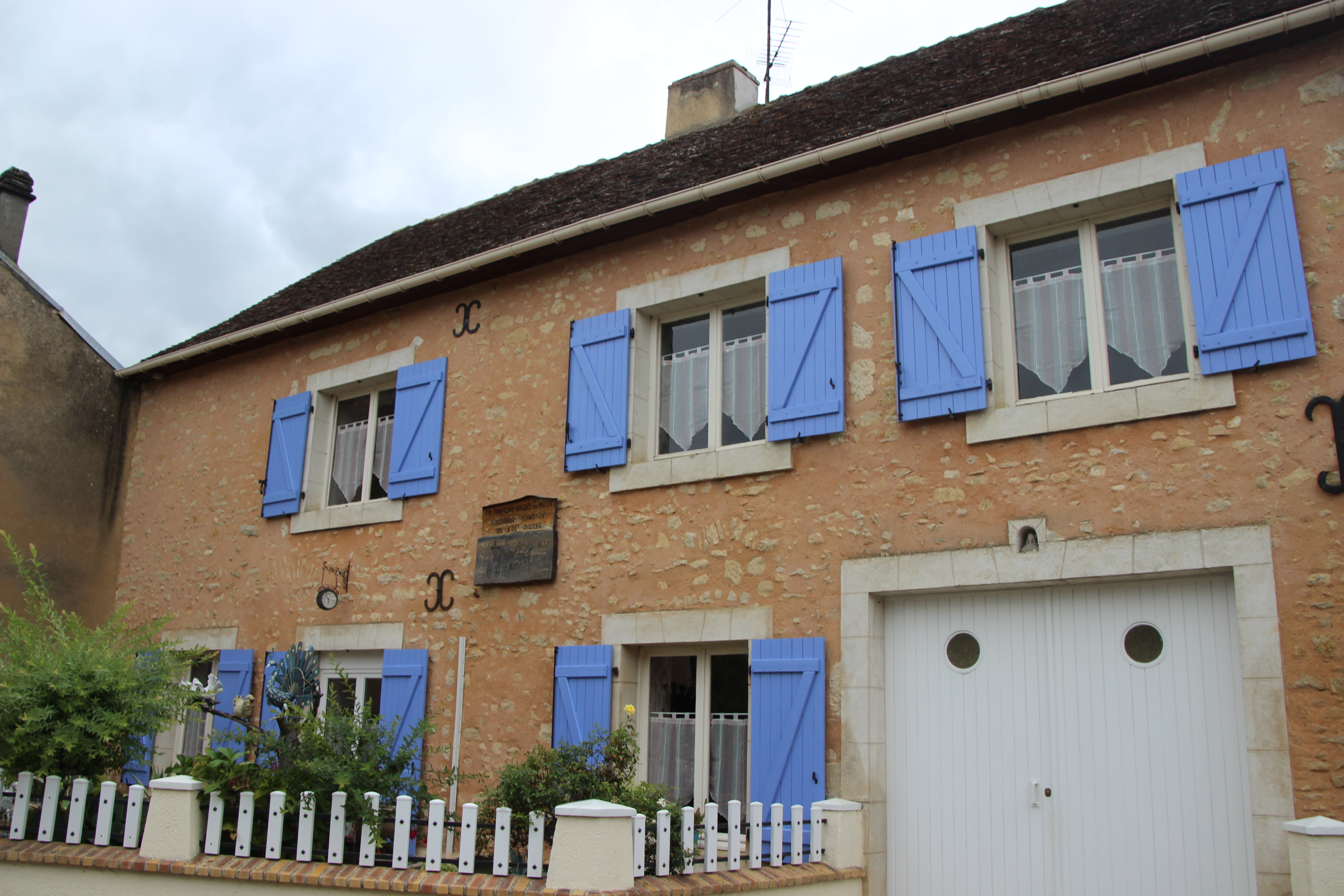
Ehemalige Herberge

## Persönlichkeiten
- Thomas-François Dalibard (1709–1778), französischer Physiker und Gartenkundler, geboren in Crannes-en-Champagne